# Scottish Women's Premier League
La Scottish Women's Premier League (SWPL) (en español: "Liga Premier Femenina de Escocia") es la mayor categoría del fútbol femenino en Escocia. La liga consiste de dos divisiones, la SWPL 1 y la SWPL 2, cada una con ocho equipos; es de propiedad y dirigida por la Scottish Women’s Football Association. La liga fue fundada en 2002 y desplazó a la entonces primera división Scottish Women's Football League (SWFL). Operó inicialmente como una liga de veinte equipos, y en 2015 fue introducido el formato actual de 2 divisiones. 
El equipo campeón y el subcampeón de la SWPL 1 clasifica a los treintaidosavos de final de la Liga de Campeones Femenina de la UEFA. Desde 2009 el torneo se disputa en la temporada de verano del país británico, comenzando en marzo y finalizando en noviembre de cada año. Tras cancelarse la temporada 2020 debido a la pandemia de COVID-19, la liga adoptó un formato de invierno a partir de la edición 2020-21.

## Historia
La Scottish Women's Football League (SWFL) fue fundada en 1999. En 2002, los equipos del primer nivel de la competición se salieron de esta para formar la Scottish Women's Premier League (SWPL), con el objetivo de dar más profesionalismo e interés mediático a la competición. Los veinte clubes fundadores de la SWPL fueron: Ayr United, Cove Rangers, Dundee, Giulianos, Glasgow City, Hamilton Academical, Hibernian, Inver-Ross, F.C. Kilmarnock, Lossiemouth, Raith Rovers y Shettleston.
Desde 2018 la liga es patrocinada por la Scottish Building Society|Scottish Building Society.

## Sistema de competición
Desde 2011 los equipos juegan en el sistema de todos contra todos, de local y visita. 
En los últimos años el formato de esta liga iba cambiando, pero a partir de la temporada 2022-23, pasó a jugarse con 12 equipos con este formato, se divide en dos fases, en la primera fase los 6 primeros van al "Grupo Campeonato" de la segunda fase mientras que los 6 últimos van al "Grupo Permanencia" de la segunda fase, el que quede Primero del "Grupo Campeonato" es Campeón de la liga (SWPL 1) y los dos últimos del "Grupo Permanencia" descienden a la segunda división (SWPL 2). Los dos primeros lugares de la segunda división (SWPL 2), ascienden a esta liga (SWPL 1).

## Equipos temporada 2019

### SWPL 1
| Equipo              | Ciudad     | Estadio                                | Capacidad | Posición en 2018 |
| ------------------- | ---------- | -------------------------------------- | --------- | ---------------- |
| Celtic              | Glasgow    | K Park Training Academy, East Kilbride | 1.000     | 3°               |
| Forfar Farmington   | Forfar     | Station Park                           | 6.777     | 5°               |
| Glasgow City        | Glasgow    | Petershill Park                        | 1.000     | 1°               |
| Motherwell          | Motherwell | Dalziel Park                           | 1.000     | 1° en SWPL 2     |
| Hibernian           | Edinburgh  | Ainslie Park                           | 3.000     | 2°               |
| Rangers             | Glasgow    | New Tinto Park, Govan                  | 2.000     | 4°               |
| Spartans            | Edinburgh  | Ainslie Park                           | 3.000     | 6°               |
| Stirling University | Stirling   | Gannochy Sports Centre                 | 1.000     | 7°               |

### SWPL 2
| Equipo              | Ciudad     | Estadio              | Capacidad | Posición en 2018   |
| ------------------- | ---------- | -------------------- | --------- | ------------------ |
| Dundee United       | Dundee     | Gussie Park          | 1.000     | 1° en SWPL 1 Norte |
| Hamilton Academical | Hamilton   | The Hope CBD Stadium | 5.510     | 8° en SWPL 1       |
| Glasgow Girls       | Glasgow    | Petershill Park      | 1.000     | 6°                 |
| Heart of Midlothian | Edinburgh  | Oriam                | 1.000     | 3°                 |
| Kilmarnock Ladies   | Kilmarnock | Rugby Park           | 17.889    | 2°                 |
| Hutchison Vale      | Edinburgh  | Saughton Enclosure   | 1.000     | 5°                 |
| Partick Thistle     | Glasgow    | Petershill Park      | 1.000     | 3° en SWFL 1 Sur   |
| St Johnstone        | Perth      | McDiarmid Park       | 10.696    | 4°                 |

## Palmarés
La siguiente tabla es la lista de los clubes campeones de la Premier League.
| Temporada | Campeón           | Subcampeón        |
| --------- | ----------------- | ----------------- |
| 2002-03   | Kilmarnock Ladies | Hibernian         |
| 2003-04   | Hibernian         | Glasgow City      |
| 2004-05   | Glasgow City      | Hibernian         |
| 2005-06   | Hibernian         | Glasgow City      |
| 2006-07   | Hibernian         | Glasgow City      |
| 2007-08   | Glasgow City      | Hibernian         |
| 2008-09   | Glasgow City      | Spartans          |
| 2009      | Glasgow City      | Celtic            |
| 2010      | Glasgow City      | Celtic            |
| 2011      | Glasgow City      | Spartans          |
| 2012      | Glasgow City      | Forfar Farmington |
| 2013      | Glasgow City      | Hibernian         |
| 2014      | Glasgow City      | Rangers           |
| 2015      | Glasgow City      | Hibernian         |
| 2016      | Glasgow City      | Hibernian         |
| 2017      | Glasgow City      | Hibernian         |
| 2018      | Glasgow City      | Hibernian         |
| 2019      | Glasgow City      | Hibernian         |
| 2020      | Cancelado         | Cancelado         |
| 2020-21   |                   |                   |